# Giovanni Albertoni
Giovanni Albertoni, född 28 november 1806 i Varallo, död där 1887, var en italiensk bildhuggare.
Giovanni Albertoni var elev till Bertel Thorvaldsen i Rom, senare bosatt i Turin, där han bland annat utfört gravmonument över drottning Maria Cristina, flera monumentala marmorstatyer samt en kolossalstaty till åkerbrukets ära (1869).